# Associação Atlética Flamengo
La Associação Atlética Flamengo, más conocido como Flamengo de Guarulhos es un equipo de fútbol de Brasil. Juega actualmente en el Campeonato Paulista A3. Es de la ciudad de Guarulhos.

## Historia
Fundado en el día 1º de junio de 1954 por una carioca llamada Guiomar Pereira Xavier, el Flamengo de Guarulhos fue durante más de 20 años, como amateur, una de las fuerzas del Campeonato Guarulhense de Futebol. Entre 1969 y 1977, el equipo ganó siete veces el torneo. Los buenos resultados llevaran la dirección del club a profesionalizar el club.
En el año de 2003, el Flamengo de Guarulhos viajó para el Líbano, donde realizó un amistoso contra el Nejmeh, donde los de Guarulhos ganaron por 3 a 0. El jugador Bebeto, campeón del mundo en 1994, jugó un tiempo en cada equipo.

## Entrenadores
- Freddy Rincón (noviembre de 2010–febrero de 2011)[6][7]
- Ronaldo (febrero de 2011–?)[7]
- João Vallim (noviembre de 2012–?)[8]
- Edson Vieira (octubre de 2015–?)[9]
- Rogério Delgado (noviembre de 2016–febrero de 2017)[10][11]
- Fahel Junior (2017–marzo de 2017)[12]
- Andrezão (interino- marzo de 2017–?)[12]
- Augusto Ambrogi (diciembre de 2022–mayo de 2023)[13][14]
- Paulo Pereira (mayo de 2023–presente)[3]

## Presidentes
- Nasser El Fakih (2011-2012)[15][16]
- Joaquim Mangueira (2012-2017)[16][2]
- Edson Alves David Filho (2017-presente)[2]

## Palmarés

### Estaduales
- Campeonato Paulista - Série A3: 2008.
- Campeonato Paulista - Segunda Divisão: 2000.
- Campeonato Paulista - Segunda Divisão B2: 1999.

### Otros
- Copa Paulista Amadora: 1992.
- Campeonato Amateur Municipal de Guarulhos: 1969, 1970, 1971, 1972, 1973, 1974, 1975.
- Liga Guarulhense de Futebol: 1983, 1984, 1985, 1986, 1987.

## Jugadores famosos
- Hernán Lamberti
- Felipe Cadenazzi
- Freddy Rincón (DT)